# 織田信右
織田 信右（おだ のぶすけ）は、江戸時代中期の大名。上野国小幡藩5代藩主。通称は左膳。官位は従四位下・若狭守、兵部大輔。

## 生涯
4代藩主・織田信就の四男として誕生。初名は長賢。
信就の四男であったが、長兄・信房、次いで三兄・信乗が病気を理由に廃嫡され、次兄・信常も多病で相続を辞したため、享保15年（1730年）10月16日に嫡子になった。同年11月15日、8代将軍・徳川吉宗に御目見し、12月18日従五位下若狭守に叙任する。後に従四位下に昇進する。
享保16年（1731年）7月28日、父の死去により家督を継ぐ。享保18年（1733年）6月13日、藩主として初めてお国入りの許可を得る。延享2年（1745年）3月15日、紅葉山八講会の予参を務める。なお、藩主を継いだ頃から信右もまた病気がちとなり、藩政を家臣任せでほとんど隠居に等しかった。また、当時の藩財政は収入よりも支出が大きく上回り、宝暦7年（1757年）には江戸表の上屋敷が焼失するという災難もあった。このような中、信右は病を理由に宝暦9年（1759年）11月11日、家督を養子とした弟・信富に譲って隠居し、宝暦12年（1762年）8月18日、死去。享年50。

## 系譜
子女は2男2女。「御代々様・御連枝様方御事跡」によると長女・呉姫は織田信乗の養女となった。
父母
- 織田信就（父）

正室
- 松平頼明の長女後に離縁

子女
- 織田信賁（長男）
- 織田信尹（次男）
- 呉姫（長女） ー 織田信乗の養女、織田信富の養女、織田信邦正室
- 九鬼隆貞継室

養子
- 織田信富 ー 実弟